# Hartberg (berg i Neunkirchen)
Hartberg är ett berg i Österrike.   Det ligger i distriktet Neunkirchen och förbundslandet Niederösterreich, i den östra delen av landet, 80 km söder om huvudstaden Wien. Toppen på Hartberg är 892 meter över havet, eller 6 meter över den omgivande terrängen. Bredden vid basen är 0,06 km.
Terrängen runt Hartberg är kuperad. Närmaste större samhälle är Pinkafeld, 15,8 km söder om Hartberg. 
I omgivningarna runt Hartberg växer i huvudsak blandskog. Runt Hartberg är det ganska tätbefolkat, med 72 invånare per kvadratkilometer.